# Aviv Alush

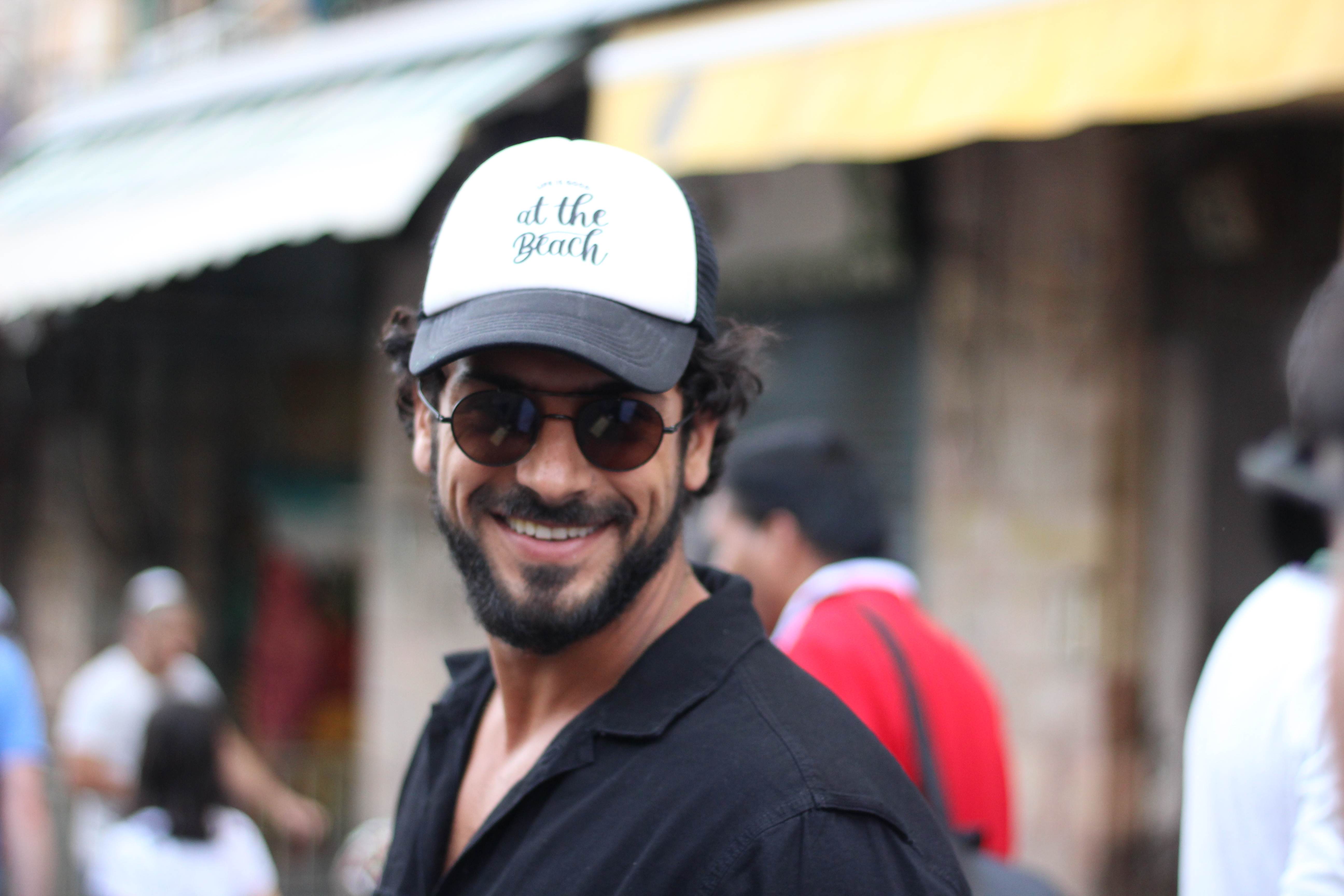
Aviv Alush (2018)

Avraham Aviv Alush (hebräisch אברהם אביב אלוש; geboren am 12. Juni 1982 in Kirjat Bialik) ist ein israelischer Filmschauspieler, Sänger und Model.

## Leben und Karriere
Alush wurde in Kirjat Bialik geboren und wuchs in Karmi’el auf. Er ist tunesisch-jüdischer Abstammung.
Im Jahr 2012 spielte er Ran Denker in der Fernsehserie The Gordin Cell, 2013 trat er neben Rotem Sela in Beauty and the Baker auf. In Israel wurde die Serie von der Zeitung Haaretz positiv bewertet. Bevor Alush in dem Film Die Hütte – Ein Wochenende mit Gott auftrat, hatte er nur in israelischen Filmen und im Fernsehen mitgewirkt. Mit diesem Film ist er auch der erste israelische Schauspieler, der Jesus in einem englischsprachigen Film spielt.
Auch trat der Israele als Bühnenschauspieler auf und war 2016 in der Habima Theater-Produktion von Gefährliche Liebschaften zu sehen. Zuvor war er 2012 in der Theaterproduktion Der Kaufmann von Venedig dabei, in der er Gratiano spielte.

## Privat
Aviv Alush ist seit 2011 mit der Juristin Nofar Koren verheiratet, mit der er drei Kinder hat.

## Filmografie (Auswahl)
- 2005: Ed Medina
- 2005: Pick Up (Fernsehserie, 1 Folge)
- 2006: Al hacholmim
- 2008: Ulai Hapa'am (Fernsehserie, 1 Folge)
- 2008: Ha-E (Fernsehserie, 18 Folgen)
- 2009–2010: Ha-Borer (Fernsehserie, 7 Folgen)
- 2010: The Golden Pomegranate
- 2010–2011: Asfur (Fernsehserie, 8 Folgen)
- 2012: Allenby St. (Fernsehserie, 1 Folge)
- 2012–2015: Ta Gordin (Fernsehserie, 22 Folgen)
- 2013–2017: Lehiyot Ita (Fernsehserie, 18 Folgen)
- 2014: The Red Hood Setup
- 2016: Ismach Hatani
- 2017: Die Hütte – Ein Wochenende mit Gott (The Shack)
- 2017: Sipur Ahava Eretz-Israeli
- 2019: Matir Agunot (Fernsehserie, 8 Folgen)

## Diskografie

### Alben
- 2025: עולם הפוך

### Singles (Auswahl)
- 2018: הכי קרוב אלייך (mit Elai Botner)
- 2023: לא לבד (mit Omer Adam)